# Klaus Kauker
Klaus Oliver Raimund Kauker (* 16. November 1987 in Frankfurt am Main) ist ein deutscher Komponist, Multiinstrumentalist, Musikproduzent und Moderator.

## Leben und Karriere
Kauker wuchs in Mülheim an der Ruhr auf und studierte an der Folkwang Universität der Künste in Essen integrative Komposition Pop, Jazz. Auf YouTube betreibt er unter anderem den Kanal Musiktraining, in dem er Popmusik analysiert und Plagiate aufdeckt. Im SoundVlog dokumentierte er, wie er in einem Jahr das Gitarre-Spielen erlernte. Für Fernsehkritik-TV machte er regelmäßig Albumkritiken und komponierte die Titelmelodie für dessen Nachfolgeformat Die Mediatheke. Daneben produziert er Musik für diverse Künstler.
Anfang 2012 deckte er einen Betrug bei der Reality-TV-Sendung „Deutschlands Superhirn“ auf.  2013 bis 2014 war er bei KIKA LIVE als Musikexperte tätig.
Seit 2016 unterrichtet er an der Clara-Schumann-Musikschule in Düsseldorf als Musiklehrer.
Er ist verheiratet, hat 3 Kinder und lebt in Essen.

## Produktionen
- DieLochis-Singles:
  - Durchgehend online (Platz 55[8])
  - Ich bin blank (Platz 34[8])
  - Sonnenschein (Platz 42[8])
  - Mein letzter Tag
- Musikparodien für YouTube-Stars wie Y-Titty und DiggesDing.
- Durch&Durch[9] – Debütalbum (2014).
- 2014 und 2016 komponierte und produzierte Kauker die Hymne und Musikunterlegung für die Webvideopreis Gala.[10]
- Hörspiel und Sprachforschungsprojekt: Die Wetterschacht-Detektive (2012).[11]

## Bühnenauftritte
- Kabarett Alter Sack und Coole Socke[12]
- Landesjugendchor Nordrhein-Westfalen
  - mit Konzertreisen nach China, Baltikum, Schottland
  - Soloauftritte als Bariton
- ICEM Theremin Ensemble[13] (seit 2009)

## Auszeichnungen
- Folkwang-Preis für das Theaterstück Free Solo von Moritz Fleiter, Musik: Jacek Brzozowski, Klaus Kauker (2011)
- Deutscher Webvideopreis für das Webvideo Lena – Maybe enthüllt[14][15] (2012)
- Grimme Online Award für seinen YouTube-Kanal Musiktraining[16] (2012)
- Business Punk: Deutschlands Nachwuchsstars (2012)